# Ivona Jerković
Ivona Jerković (ur. 20 września 1976) – chorwacka lekkoatletka specjalizująca się w skoku o tyczce.

## Osiągnięcia
- wielokrotne reprezentowanie kraju w międzynarodowych zawodach (m.in. w Pucharze Europy oraz w halowych mistrzostwach Europy)
- kilkunastukrotna mistrzyni Chorwacji i wielokrotna rekordzistka kraju

## Rekordy życiowe
- skok o tyczce (stadion) – 4,05 (2005) do 2018 rekord Chorwacji
- skok o tyczce (hala) – 4,00 (2005) do 2017 rekord Chorwacji